# Micro Machines

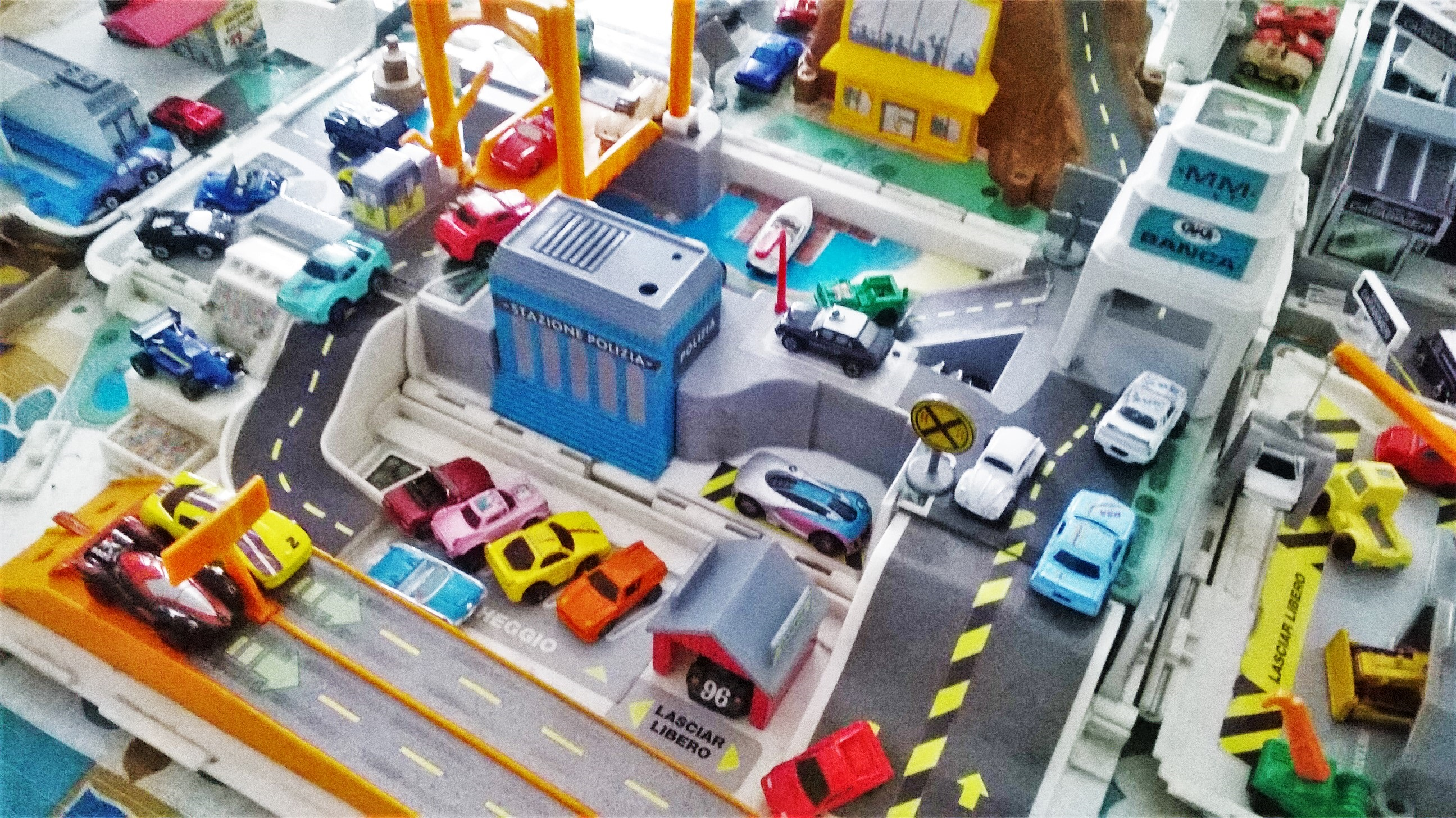
Juego de Micro Machines

Micro Machines: The Original Scale Miniatures, más conocidos como Micro Machines, fue una línea de juguetes que desarrolló Galoob (actualmente integrada en Hasbro) durante los años 1980 y 1990. La marca se especializó en modelos de automóviles en miniatura, de escala inferior a los de otras marcas del sector como Hot Wheels o Matchbox.
La producción de Micro Machines comenzó a mediados de la década de 1980, a partir de una idea original de Clem Heeden, un creador de juguetes de Wisconsin que trabajaba para Galoob. Su idea era reproducir modelos reales de automóviles a pequeña escala, pero con un tamaño sensiblemente inferior a los de la competencia. La escala estimada de cada vehículo era de 1:152, algo superior en dimensión a la escala N. Además de los coches, también se fabricaron reproducciones en miniatura de personas y escenarios.
Micro Machines fue un éxito de ventas en los siguientes años, que motivó el lanzamiento de nuevos productos e incluso una saga de videojuegos, licenciada por el estudio británico Codemasters. Junto a los modelos reales de automóviles, empezaron a licenciarse también vehículos de series de televisión, películas y modelos especiales. También se lanzaron juguetes en miniatura producidos por Micro Machines, como los dedicados a Star Wars.
En 1998 la multinacional Hasbro compró Galoob por 220 millones de dólares, y mantuvo la producción de Micro Machines hasta la década del 2000. Con un descenso de las ventas en los últimos años, Hasbro dejó de producir gradualmente este juguete, que fue relanzado sólo en ocasiones especiales. Actualmente se ha convertido en un objeto de coleccionista.